# Danderyds kommun
Danderyds kommun (uttal (fil)) är en kommun i Stockholms län. Centralort är Djursholm som är en del av tätorten Stockholm.

## Administrativ historik
Kommunens område motsvarar huvudsakligen Danderyds socken där Danderyds landskommun bildades vid kommunreformen 1862. 
För Djursholm gällde byggnadsstadgan från 6 juni 1890, ett försteg till Djursholms municipalsamhälle som formellt fanns i landskommunen från år 1900. Municipalsamhället med kringområde utbröts 1901 och bildade Djursholms köping som 1914 ombildades till Djursholms stad. 24 april 1902 inrättades Stocksunds municipalsamhälle som med kringområde utbröts 1910 och bildade Stocksunds köping. Stocksunds köping utvidgades 1 januari 1935 och 1 januari 1942. 13 mars 1914 inrättades i landskommunen Enebybergs villastads municipalsamhälle. 1946 ombildades den resterande landskommunen, inklusive Enebybergs municipalsamhälle, till Danderyds köping. 1948 överfördes från denna köping området Lahäll till Täby köping. 
Kommunreformen 1952 påverkade inte indelningarna i detta område.
Den 1 januari 1967 gick Stocksunds köping upp i Djursholms stad. 1970 inkorporerade staden ön Tranholmen, som då hade 27 permanenta invånare, från Lidingö stad. Danderyds kommun bildades vid kommunreformen 1971 av Danderyds köping och Djursholms stad.
Kommunen ingick från bildandet till 2007 i Södra Roslags domsaga och ingår sedan 2007 i Attunda domsaga.
Tabellen nedan visar kommunsammanslagningarna till nuvarande Danderyds kommun från 1863 och framåt.
| Tabell över kommunsammanslagningarna efter 1863 | Tabell över kommunsammanslagningarna efter 1863 | Tabell över kommunsammanslagningarna efter 1863 | Tabell över kommunsammanslagningarna efter 1863 | Tabell över kommunsammanslagningarna efter 1863 | Tabell över kommunsammanslagningarna efter 1863 | Tabell över kommunsammanslagningarna efter 1863 | Tabell över kommunsammanslagningarna efter 1863 | Tabell över kommunsammanslagningarna efter 1863 | Tabell över kommunsammanslagningarna efter 1863 |
| före reformerna                                 | före reformerna                                 | efter reformen 1862                             | efter reformen 1862                             | efter reformen 1862                             | efter reformen 1862                             | efter reformen 1862                             | dito 1952                                       | dito 1952                                       | dito 1971                                       |
| –1862                                           | –1862                                           | 1863–1901                                       | 1901–1910                                       | 1910–1913                                       | 1914–1946                                       | 1946–1952                                       | 1952–1966                                       | 1967–1970                                       | 1971–                                           |
| ----------------------------------------------- | ----------------------------------------------- | ----------------------------------------------- | ----------------------------------------------- | ----------------------------------------------- | ----------------------------------------------- | ----------------------------------------------- | ----------------------------------------------- | ----------------------------------------------- | ----------------------------------------------- |
| skeppslag                                       | socken                                          | landskommun, stadskommun, köpingskommun         | landskommun, stadskommun, köpingskommun         | landskommun, stadskommun, köpingskommun         | landskommun, stadskommun, köpingskommun         | landskommun, stadskommun, köpingskommun         | "storkommun"                                    | "storkommun"                                    | enhetskommun                                    |
| Danderyd                                        | Danderyds sn                                    |                                                 | Djursholms köping                               | Djursholms köping                               | Djursholms stad                                 | Djursholms stad                                 | Djursholms stad                                 |                                                 | Danderyds kn                                    |
| Danderyd                                        | Danderyds sn                                    | Danderyds ln                                    | Danderyds ln                                    | Stocksunds köping                               | Stocksunds köping                               | Stocksunds köping                               |                                                 |                                                 | Danderyds kn                                    |
| Danderyd                                        | Danderyds sn                                    |                                                 |                                                 | Danderyds köping                                |                                                 |                                                 |                                                 |                                                 | Danderyds kn                                    |

## Geografi
Kommunen är belägen i sydöstra delen av landskapet Uppland med Stora Värtan, Lilla Värtan och Östersjön i öster. Danderyds kommun gränsar i norr till Täby kommun, i öster till Vaxholms kommun, i sydöst till Lidingö kommun, i söder till Stockholms kommun, i sydväst till Solna kommun och i väster till Sollentuna kommun, alla i Stockholms län.

### Topografi och hydrografi

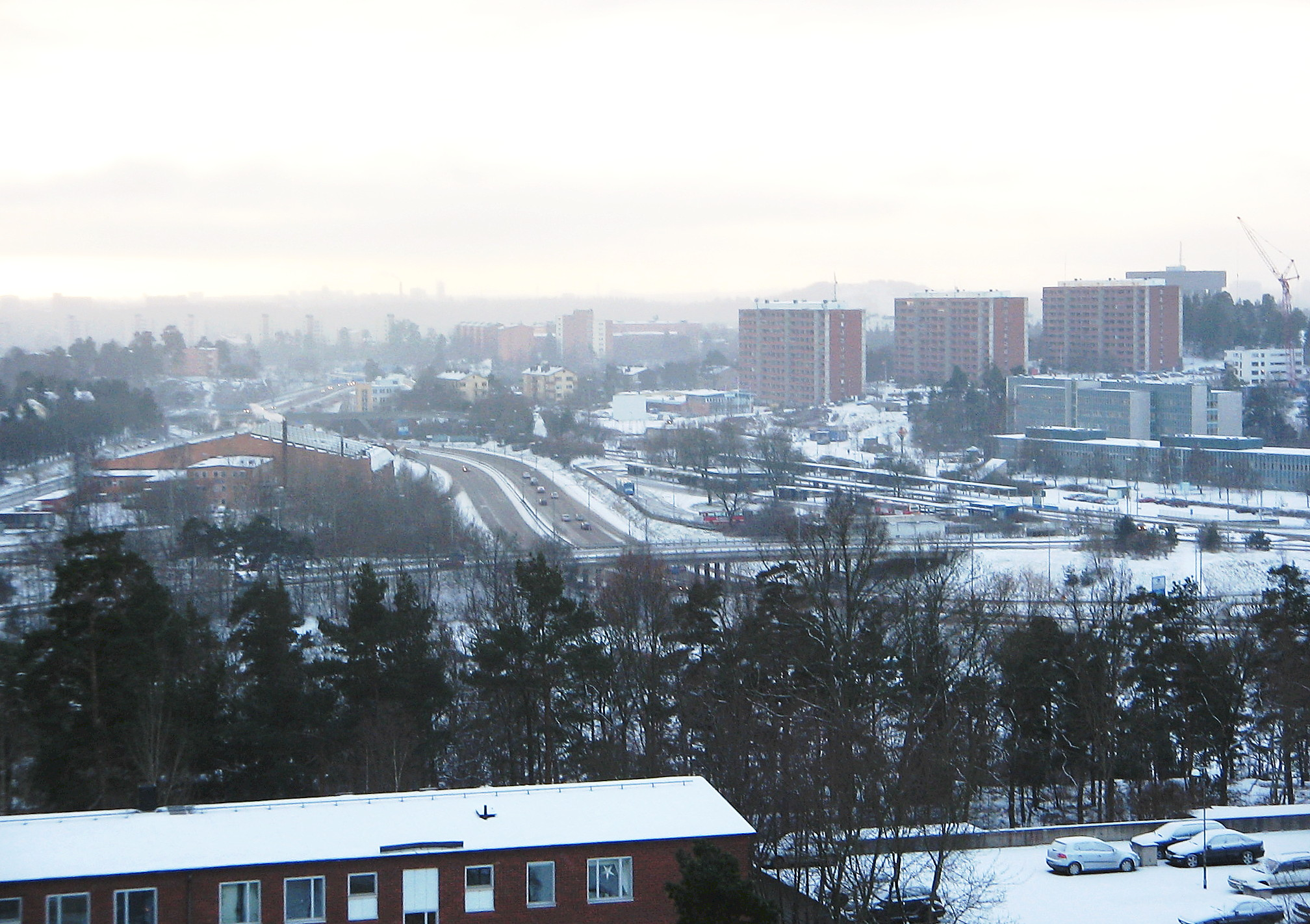
Utsikt över Danderyd, 2006.

Danderyds kommun består på grund av sitt läge nära Stockholm av förortsbebyggelse. Vissa delar är bostads- och hyresrätter, men större delen av arealen omfattas av villakvarter. Tätortsbebyggelse med över 1 000 invånare per km2 dominerar kommunen. 
Lodräta förkastningsbranter har uppstått där berggrunden spruckit, vilket präglar naturen. Detta märks särskilt utefter Edsvikens, Stocksundets och Näsbyvikens raka och branta stränder. Men i de bebyggda områden har detta i viss mån försvunnit. Rinkebyskogen är ett grönområde, beläget mellan Danderyd och Enebyberg, som har kvar sin naturliga karaktär. Där erbjuds en omväxlande motionsterräng i ett kuperat område med berg- och moränkullar.
Nedan presenteras andelen av den totala ytan 2020 i kommunen jämfört med riket.
|  | Bebyggelse (56,2 %) |

|  | Skog (17,7 %) |

|  | Öppen myrmark (0,4 %) |

|  | Jordbruksmark (2,7 %) |

|  | Övrig mark (23,1 %) |

|  | Bebyggelse (3,1 %) |

|  | Skog (68,0 %) |

|  | Öppen myrmark (7,2 %) |

|  | Jordbruksmark (7,4 %) |

|  | Övrig mark (14,3 %) |

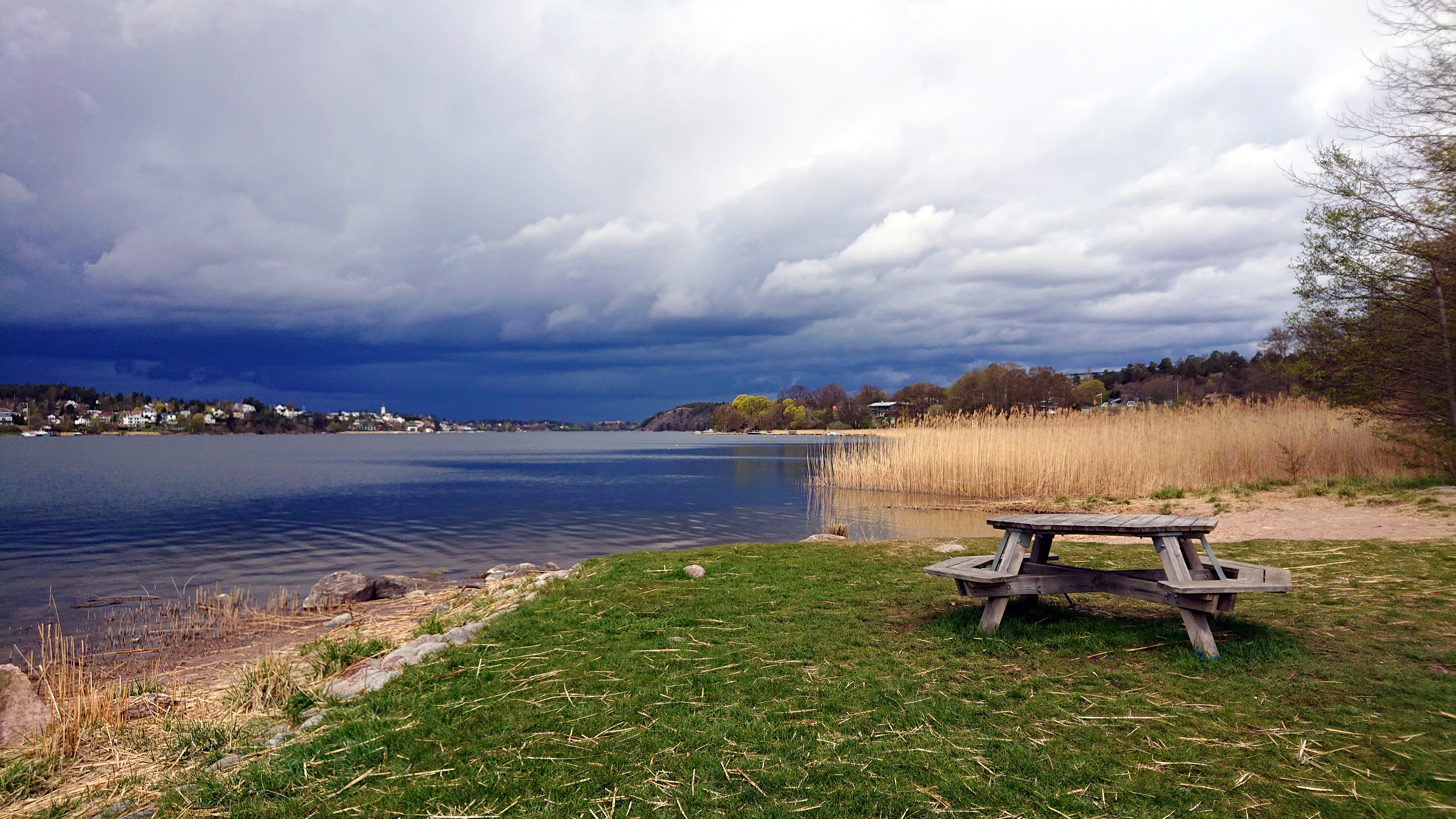
Edsviken vid Sätra Äng i Danderyd, 2020.

I kommunen finns Ekebysjön och Nora träsk vilka mynnar ut i Edsviken. Ekebysjön är sedan år 2007 klassad som naturreservat. I östra Danderyd återfinns fjärdarna Stora- respektive Lilla Värtan. Rösjön, en badsjö med ett flertal orörda stränder, flyter ut i Norrviken.

### Naturskydd
År 2023 fanns två naturreservat i Danderyds kommun; Öarna i Stora Värtan och Ekebysjöns naturreservat.
Delar av Rinkebyskogen är klassat som ett kommunalt naturreservat efter ett beslut av kommunfullmäktige år 2014. Naturskogsvärden har skapats genom att delar av skogen varit orörd av skogsbruk. I skogen återfinns många arter sällsynta mossor och svampar.

### Administrativ indelning

#### För befolkningsrapportering
Fram till 2016 var kommunen för befolkningsrapportering indelad i ett område, Danderyds församling. Från 1 januari 2016 är indelningen i distrikt. Danderyds kommun består av ett distrikt vilket är Danderyds distrikt.

#### Kommundelar
Kommunen är indelad i fyra kommundelar: Danderyd, Djursholm, Enebyberg och Stocksund.

### Tätorter
Huvuddelen av kommunens tätbebyggelse återfinns inom tätorten Stockholm. Sedan år 2000 definieras bebyggelsen på ön Tranholmen som en egen tätort. Tidigare räknades bebyggelsen inom kommundelen Enebyberg som ingående i tätorten Täby. Denna sistnämnda är dock från och med 2015 sammanvuxen med tätorten Stockholm, i vilken den sedan dess ingår.

### Postadress
Kommundelarna utgör också postorter med postnumren som är av formen 182 XX.

## Styre och politik

### Styre
De borgerliga partierna har en överväldigande majoritet i fullmäktige och då Moderaterna tidvis har haft egen majoritet har de politiska skiljelinjerna ofta snarast gått mellan detta parti och de övriga partierna.
Efter valet 2002 styrdes Danderyds kommun av en koalition mellan Moderaterna och Kristdemokraterna. Hösten 2010  tecknade dessa båda partier en överenskommelse med Centerpartiet om samarbete fram till 2014. Kommunen har ett heltidskommunalråd, moderaten Olle Reichenberg, som i december 2010 valdes till efterträdare till Gunnar Oom (M). Sedan 1 juli 2011 har majoriteten ett ytterligare halvtidskommunalråd, Siv Sahlström (C) och det finns från samma tidpunkt också ett halvtids oppositionsråd, Bengt Sylvan (FP). Efter valet 2018 styrdes kommunen av en majoritetskoalition bestående av Moderaterna, Liberalerna och Kristdemokraterna. 
Efter valet 2022 fortsätter majoritetskoalitionen bestående av Moderaterna, Liberalerna och Kristdemokraterna att styra kommunen. Dessa tre partier har tillsammans 29 av 51 mandat i kommunfullmäktige.

### Kommunfullmäktige

#### Presidium
| Presidium 2022–2026    | Presidium 2022–2026 | Presidium 2022–2026 |
| ---------------------- | ------------------- | ------------------- |
| Ordförande             | M                   | Boris von Uexküll   |
| Förste vice ordförande | C                   | Patrik Nimmerstam   |
| Andre vice ordförande  | L                   | Annika Linde        |

Källa: Danderyd.se

#### Mandatfördelning 1970–2022
|  | 11 | 4 | 10 | 19 |

| 36 | 9 |

| 2 | 9 | 7 | 5 | 22 |

| 31 | 14 |

| 2 | 8 | 3 | 5 | 6 | 21 |

| 30 | 15 |

| 2 | 8 | 2 | 6 | 6 | 21 |

| 30 | 15 |

|  | 8 |  |  | 7 | 3 | 24 |

| 28 | 17 |

|  | 7 |  | 5 | 9 | 22 |

| 27 | 18 |

|  | 7 | 2 | 5 | 9 | 21 |

| 23 | 22 |

| 6 |  | 2 | 8 | 7 | 2 | 19 |

| 24 | 21 |

| 6 |  | 10 | 6 |  | 21 |

| 24 | 21 |

|  | 4 |  | 7 | 5 | 3 | 24 |

| 24 | 21 |

| 5 |  | 6 | 9 | 4 | 20 |

| 23 | 22 |

| 4 |  | 7 | 6 | 4 | 23 |

| 22 | 23 |

| 3 | 2 | 10 | 8 | 3 | 19 |

| 23 | 22 |

| 3 | 3 |  | 8 | 8 | 3 | 19 |

| 22 | 23 |

| 3 | 2 | 3 | 11 | 7 | 5 | 14 |

| 22 | 23 |

| 5 |  | 3 | 12 | 6 | 4 | 19 |

| 28 | 23 |

### Nämnder

#### Kommunstyrelse
| Presidium 2023–2026    | Presidium 2023–2026 | Presidium 2023–2026 |
| ---------------------- | ------------------- | ------------------- |
| Ordförande             | M                   | Johanna Hornberger  |
| Förste vice ordförande | L                   | Birgitta Lindgren   |
| Andre vice ordförande  | C                   | Kristin Eriksson    |

Källa:

#### Lista över kommunstyrelsens ordförande
- Lars Danarö, Moderaterna, 1971–1980
- Lennart Kjellberg, Moderaterna, 1980–1992
- Björn Hamilton, Moderaterna, 1992–2002
- Gunnar Oom, Moderaterna, 2002–2010
- Olle Reichenberg, Moderaterna, 2010–31 december 2018
- Hanna Bocander, Moderaterna, 1 januari 2019–2 september 2024
- Johanna Hornberger, Moderaterna, 2 september 2024-

#### Övriga nämnder
| Nämnd                           | Ordförande | Ordförande          | Vice ordförande | Vice ordförande      | Andre vice ordförande | Andre vice ordförande |
| ------------------------------- | ---------- | ------------------- | --------------- | -------------------- | --------------------- | --------------------- |
| Krisledningsnämnden             | M          | Johanna Hornberger  | L               | Fredrik Pallin       |                       |                       |
| Kultur- och fritidsnämnden      | KD         | Gunilla Bellman     | M               | Carl Gustav Pfeiffer | C                     | Lovisa Eriksson       |
| Miljö- och stadsbyggnadsnämnden | M          | Claes Breitholtz    | L               | Fredrik Pallin       | C                     | Kristin Eriksson      |
| Socialnämnden                   | L          | Maarit Normark      | M               | Birgitta Sundman     | C                     | Eva Lindman Marko     |
| Tekniska nämnden                | M          | Robert Nibelius     | KD              | Thomasine von Essen  | C                     | Christian Ljungdahl   |
| Utbildningsnämnden              | M          | Ulla Hurtig Nielsen | L               | Annika Linde         | C                     | Patrik Nimmerstam     |
| Valnämnden                      | L          | Rolf Lundgren       | M               | Ingrid Erneman       |                       |                       |
| Överförmyndarnämnden            | M          | Leo Smidhammar      | KD              | Owe Svantegård       |                       |                       |

Källa:

## Ekonomi och infrastruktur
Danderyd har landets högsta medelinkomst. År 2008 hade var tionde person i kommunen miljoninkomst.

### Näringsliv
Danderyds kommun rankades år 2021 ha det fjärde bästa företagsklimatet i Sverige och andelen företagare var högre än genomsnittet för Sveriges kommuner. År 2020 var andelen företagare 9,9 procent, vilket kan jämföras med genomsnittet för Sverige som var 6,2 procent.

#### Tjänster
Danderyds näringsliv domineras, likt andra förortskommuner kring Stockholm, av både privata och offentliga service- och tjänstenäringar. Som exempel kan nämnas att år 2020 hade Danderyds kommun 1 355 anställda och det största privata företaget i kommunen var Nordström Assistans med 675 anställda.

### Infrastruktur

#### Transporter
Genom kommunen löper E18, huvudsakligen som motorväg. Därifrån avtar länsväg 262 åt väster i kommunens mitt. Kommunen har två stationer på tunnelbanan: Danderyds sjukhus och Mörby centrum, som är en av Röda linjens ändstationer. Vid Danderyds sjukhus, i anslutning till tunnelbanestationen, ligger också en bussterminal för åtskilliga busslinjer i Norrort. Roslagsbanan har åtta stationer inom kommunen. Vid Djursholms Ösby delar sig banan i en gren mot Näsbypark och en mot Kårsta/Österskär.

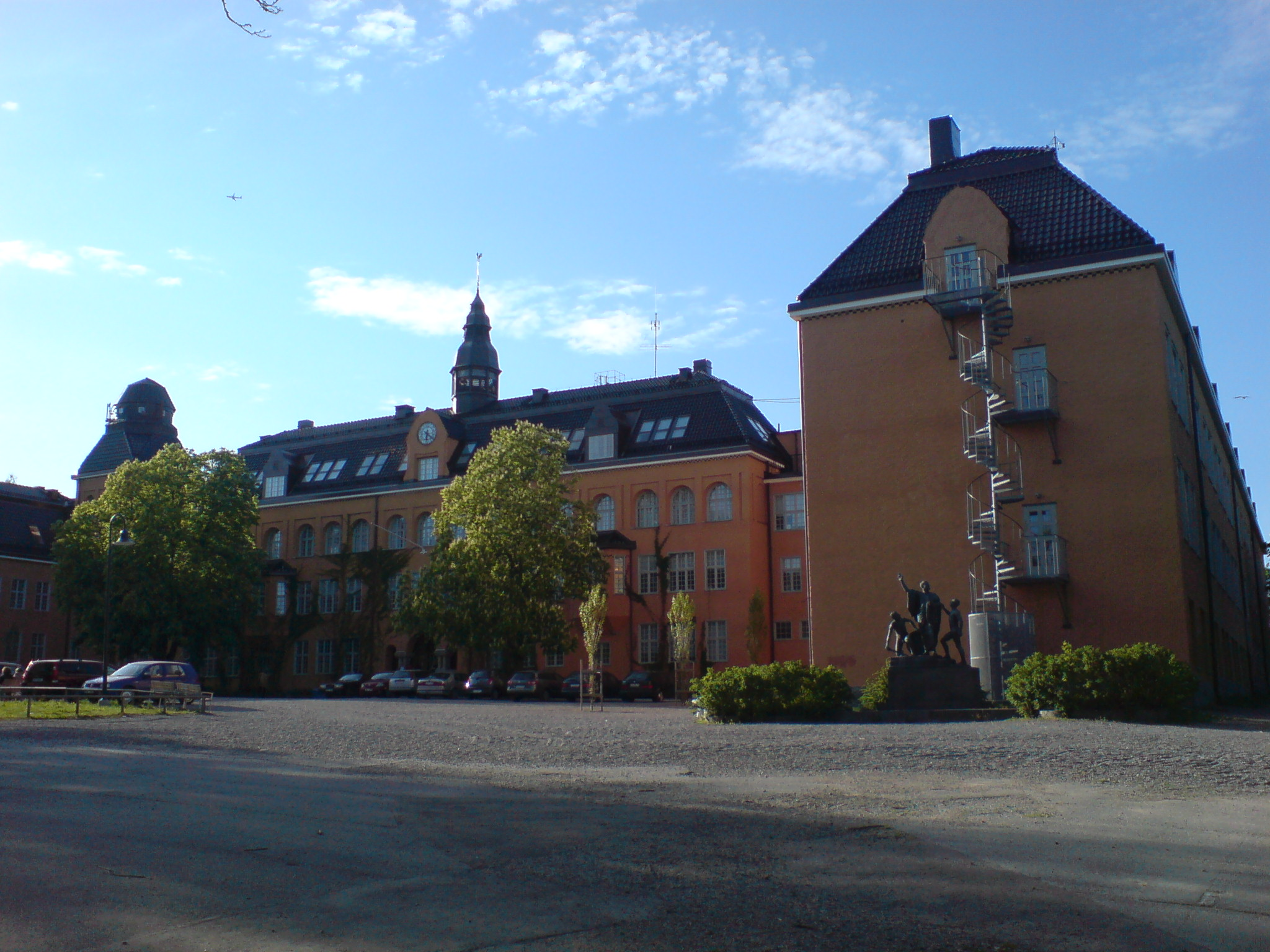
Tidigare kommunala Djursholms samskola inrymmer idag privata Viktor Rydbergs Samskola.

#### Utbildning
Danderydsborna har Sveriges högsta utbildningsnivå. År 2020 hade 59,4 procent av alla invånare mellan 25 och 64 år minst tre års eftergymnasial utbildning. Vilket kan jämföras med genomsnittet för Sverige där siffran var 29,6 procent.
Förutom förskolor och grundskolor finns det i kommunen sex gymnasieskolor var av fem är privata. Danderyds gymnasium drivs kommunalt medan exempel på privat drivna är Marina läroverket och Viktor Rydberg Gymnasium.

#### Sjukvård
Danderyds sjukhus ligger i kommunen och ägs av Region Stockholm. Vid sjukhuset finns akutmottagning samt ett antal specialistkompetenser till exempel inom internmedicin, kardiologi och ortopedi. Vid sjukhuset arbetar 4 500 personer.

## Befolkning

### Demografi

#### Statistik
Danderyd är kommunen med högst medelålder vid första barnets födelse (32,44 år för kvinnor och 35,02 år för män 2010 vilket är omkring 3,5 år mer än riksgenomsnittet).

#### Befolkningsutveckling
Kommunen har 32 406 invånare (31 mars 2025), vilket placerar den på 83:e plats avseende folkmängd bland Sveriges kommuner.
| Befolkningsutvecklingen i Danderyds kommun 1970–2020 | Befolkningsutvecklingen i Danderyds kommun 1970–2020 | Befolkningsutvecklingen i Danderyds kommun 1970–2020 | Befolkningsutvecklingen i Danderyds kommun 1970–2020 | Befolkningsutvecklingen i Danderyds kommun 1970–2020 |
| ---------------------------------------------------- | ---------------------------------------------------- | ---------------------------------------------------- | ---------------------------------------------------- | ---------------------------------------------------- |
|                                                      |                                                      |                                                      |                                                      |                                                      |
| År                                                   |                                                      |                                                      | Folkmängd                                            |                                                      |
| 1970                                                 | 1970                                                 |                                                      | 27 623                                               |                                                      |
| 1975                                                 | 1975                                                 |                                                      | 27 168                                               |                                                      |
| 1980                                                 | 1980                                                 |                                                      | 27 842                                               |                                                      |
| 1985                                                 | 1985                                                 |                                                      | 28 706                                               |                                                      |
| 1990                                                 | 1990                                                 |                                                      | 27 915                                               |                                                      |
| 1995                                                 | 1995                                                 |                                                      | 28 684                                               |                                                      |
| 2000                                                 | 2000                                                 |                                                      | 29 570                                               |                                                      |
| 2005                                                 | 2005                                                 |                                                      | 30 226                                               |                                                      |
| 2010                                                 | 2010                                                 |                                                      | 31 330                                               |                                                      |
| 2015                                                 | 2015                                                 |                                                      | 32 421                                               |                                                      |
| 2020                                                 | 2020                                                 |                                                      | 32 712                                               |                                                      |

#### Utländsk bakgrund
Den 31 december 2018 utgjorde antalet invånare med utländsk bakgrund (utrikes födda personer samt inrikes födda med två utrikes födda föräldrar) 6 733, eller 20,29 % av befolkningen (hela befolkningen: 33 187 den 31 december 2018). Den 31 december 2002 utgjorde antalet invånare med utländsk bakgrund enligt samma definition 4 512, eller 15,16 %.

#### Invånare efter de vanligaste födelseländerna
Följande länder är de 10 vanligaste födelseländerna för befolkningen i Danderyds kommun.
| Födelseland 31 december 2021 | Födelseland 31 december 2021 | Födelseland 31 december 2021 | Födelseland 31 december 2021 | Födelseland 31 december 2021 |
| ---------------------------- | ---------------------------- | ---------------------------- | ---------------------------- | ---------------------------- |
| Nr                           | Land                         | Antal                        | Andel                        | Andel i hela riket           |
| 1                            | Sverige                      | 27 130                       | 82,71 %                      | 80,00 %                      |
| 2                            | Finland                      | 405                          | 1,23 %                       | 1,31 %                       |
| 3                            | Iran                         | 391                          | 1,19 %                       | 0,80 %                       |
| 4                            | Storbritannien               | 372                          | 1,13 %                       | 0,31 %                       |
| 5                            | Tyskland                     | 311                          | 0,95 %                       | 0,51 %                       |
| 6                            | Kina                         | 308                          | 0,94 %                       | 0,36 %                       |
| 7                            | USA                          | 243                          | 0,74 %                       | 0,23 %                       |
| 8                            | Polen                        | 201                          | 0,61 %                       | 0,91 %                       |
| 9                            | Norge                        | 151                          | 0,46 %                       | 0,39 %                       |
| 10                           | Indien                       | 130                          | 0,40 %                       | 0,45 %                       |

### Religion
62,9 procent av invånarna i Danderyds kommun var medlemmar i Svenska kyrkan år 2019. Svenska kyrkan har en församling i kommunen – Danderyds församling. I kommunen finns ett flertal kyrkor och kapell, däribland Danderyds kyrka som både är församlingen äldsta kyrkan samt huvudkyrka. Djursholms kapell drivs av Stiftelsen Djursholms kapell i samverkan med Svenska kyrkan och är i jugendstil.

## Kultur

### Kulturarv
Kommunen är rik på fornminnen. Gravfält finns i trakten av Ekeby. Där har man också funnit en långhusgrund. Det största och mest imponerande är Svalnäsgravfältet i Svalnäs. Kommunens enda bronsåldersgrav finns uppe på höjden Charlottenberg, varifrån man kunde bevaka inloppet till Edsviken vid Stocksundet. På bronsåldern gick vattnet ungefär 15 meter högre än nu, det vill säga ungefär vid brobanan av nuvarande Stocksundsbron. På vikingatiden var detta en viktig sjöled till Mälaren via Norrviken. Numera är det omöjligt att ta sig med båt direkt mellan Edsviken och Norrviken.

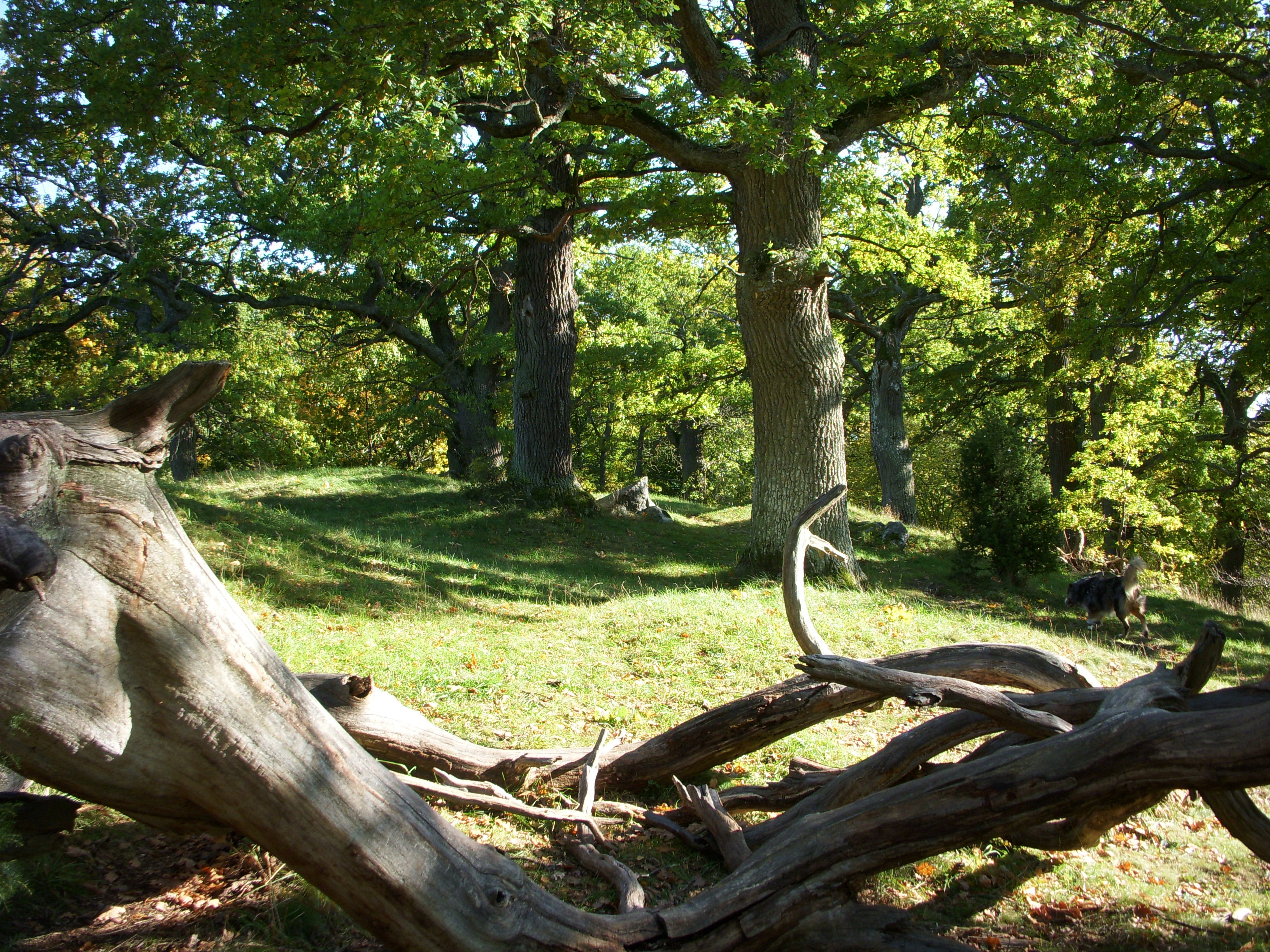
Svalnäsgravfältet, södra delen, 2008.

Cedergrenska tornet uppfördes med den ursprungliga avsikten att bli ett utsiktstorn. Men med tiden blev det utökat med bostadsrum och festsal. Albert Gotthard Nestor Cedergren, som lät bygga tornet, ville att tornet skulle byggas "hantverksmässigt med gamla tekniker, av många hantverkare och under lång tid. Tornet omges av  Cedergrenska parken, där lät Cedergren plantera ett stort antal träd, primärt barrträd, och växter. Bland de ovanliga trädslag i trädgården återfinns cypress, kaukasisk gran och Douglasgran.
Djursholms slott uppfördes på 1400-talet av Nils Jönsson Oxenstierna och efter flera renoveringar och ägarskiften köpte Djursholms AB fastigheten i slutet av 1800-talet. Numer används Djursholms slott både för kommunala sammanträden likväl som för fester.

### Kommunvapen
Blasonering: En silverspets i rött fält med en chef av silver, belagd med tre röda rosor.
Vapnet fastställdes av Kungl. Maj:t. för Djursholms stad år 1916. Spetsen kommer från ätten Banérs vapen (ätten ägde godset Djursholm) och rosorna syftar på den tidiga villastadsbebyggelsen. Efter kommunbildningen 1971 antogs och registrerades vapnet för Danderyds kommun. Danderyds och Stocksunds tidigare köpingsvapen upphörde.

Danderyds köping (1946–1970)
Djursholms stad (1916–1970) Danderyds kommun (1971–)
Stocksunds köping (1955–1966)

### Sport
Sport har gamla anor i Danderyd och kommunen har ibland sett svenska premiärer och fostrat en och annan stjärna. Djursholms hockeylag, med bland andra Torsten Tegnér i laget, deltog i bandyturneringen vid Nordiska spelen 1905. Den första svenska hastighetstävlingen för bilar kördes 1907 på isen vid Djursholm.
Lag Oscarius, som vann VM-guld i curling 1973, kom från Djursholms Curlingklubb. Denna klubb hade sin hemmaplan på Stockhagens IP, precis som Stocksunds IF, vars (numera nedlagda) ishockeysektion har fostrat ett antal sedermera SM- och Stanley Cup-vinnare. Sedan 2005 finns Europas största curlinghall i Danderyd. Två curlingklubbar, Stocksunds CK och Djursholms CK, använder den som sin hemmaplan och deltar i högsta serierna för både herrar och damer med sina elitlag.
Sveriges första klubb för amerikansk fotboll startade i Danderyd: Danderyd Mean Machines. Laget tog sitt första SM-tecken under det namnet innan klubben flyttade in till huvudstaden och blev Stockholm Mean Machines.
Stockholms Golfklubb har anor från år 1904 och är belägen på Kevinge gård i Danderyd.